# Зоря (Миколаївський район)
Зоря́ — село в Україні, у Шевченківській сільській громаді Миколаївського району Миколаївської області. Населення становить 252 особи.

## Населення
Згідно з переписом УРСР 1989 року чисельність наявного населення села становила 271 особа, з яких 133 чоловіки та 138 жінок.
За переписом населення України 2001 року в селі мешкали 252 особи.

### Мова
Розподіл населення за рідною мовою за даними перепису 2001 року:
| Мова       | Відсоток |
| ---------- | -------- |
| українська | 90,87 %  |
| російська  | 6,75 %   |
| білоруська | 0,79 %   |
| молдовська | 0,79 %   |
| польська   | 0,79 %   |